# Aïn Thrid
Ain Thrid là một đô thị thuộc tỉnh Sidi Bel Abbès, Algérie. Dân số thời điểm năm 2002 là 1.969 người.